# 多村
多村（おおむら）は奈良県北西部、磯城郡に属していた村。現在は田原本町の南部。

## 歴史
- 1889年（明治22年）4月1日 - 町村制の施行により、十市郡 秦庄村、千代村、味間村、宮森村、新木村、矢部村、大垣村、豊田村、新口村、西新堂村、多村が合併し多村が成立。
- 1897年（明治30年）4月1日 - 所属郡を磯城郡に変更。
- 1956年（昭和31年）9月30日 - （旧）田原本町、川東村、平野村、都村と合併し、（新）田原本町が発足。同日多村消滅。

## 交通

### 鉄道路線
- 近畿日本鉄道
  - 橿原線
    - 笠縫駅 - 新ノ口駅

### 道路
- 一級国道24号（現：国道24号）